# Simex-Iwerks Entertainment
Simex-Iwerks Entertainment är ett företag som producerar 3D- och virtual reality-filmer. Företaget bildades 2002 då de två tidigare konkurrenterna Simex Inc och Iwerks Entertainment slogs samman.
Företaget Iwerks Entertainment grundades 1985 av Stan Kinsey och Don Iwerks, som båda tidigare hade varit chefer hos Disney. Företaget blev välkänt under mitten av 1990-talet som en av de ledande utvecklarna av virtual reality-biografer och -filmer. Företaget döptes efter Dons far, Ub Iwerks, som var en av Walt Disneys främsta affärspartner.
Simex-Iwerks Entertainment har producerat både 3D-filmer och simulator-filmer, bland annat för Maxxima och Simulatour på Liseberg.